# مسابقة الأغنية الأوروبية 1981
مسابقة الأغنية الأوروبية 1981 هي النسخة ال26 من مسابقة الأغنية الأوروبية، أقيمت في مدينة دبلن، جمهورية أيرلندا، شاركت 20 دولة في المسابقة وحصلت المملكة المتحدة على المركز الأول بأغنية Making Your Mind Up.

## روابط خارجية
- الموقع الرسمي